# Abbey Lincoln
Abbey Lincoln, (Chicago, Illinois, 1930. augusztus 6. – New York, 2010. augusztus 14.) amerikai dzsesszénekesnő.

## Élete
Szegény, sokgyermekes családba született. Húszéves korában vált profi énekesnővé. Egy Annamaria nevű éjszakai klubban kezdett énekelni, ugyanakkor szobalányként is dolgozott. 1952 – 1954 között Gaby Li művésznéven a Hawaii-szigeteken énekelt. 1956-ban állapodott meg a végleges művésznevénél. Ugyanakkor készült néhány felvétele a szaxofonos Benny Carterral. 1956-ban készült az It’s A Magic c. lemeze New Yorkban. 1957-ben Marilyn Monroe kosztümjében szerepelt a The Girl Can’t Help It c. filmben (melyet a színésznő a Gentlemen Prefer Blondes-ben hordott). Ezt követően kezdődtek rendszeres fellépései Thelonious Monkkal, és más neves muzsikusokkal.

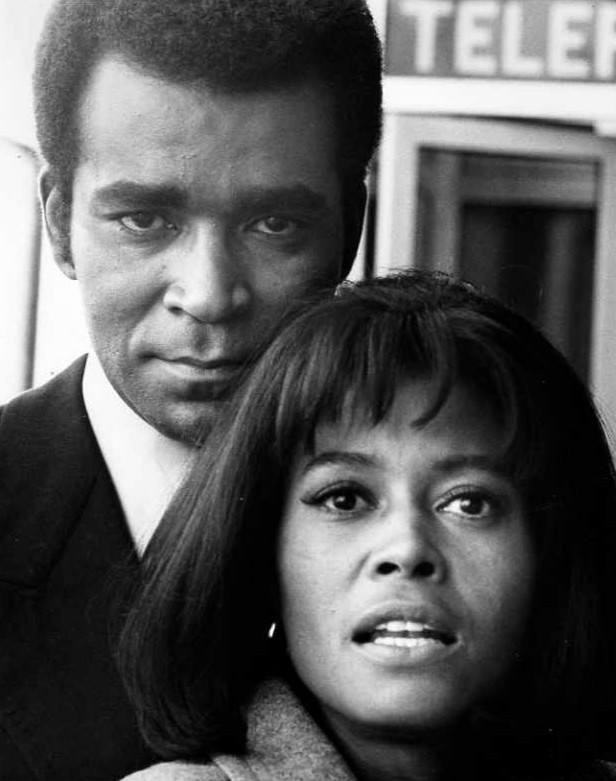
Greg Morris és Abbey Lincoln (Mission: Impossible sorozat)

## Zenei pályafutása
Lincoln stílusára nagy hatást gyakorolt Billie Holiday. Gyakran ellátogatott a New York-i Blue Note jazzklubba. Első albuma Abbey Lincoln’s Affair – A Story of a Girl in Love címmel 1956-ban jelent meg a Liberty Records-nál, majd ezután a Riverside Records adta ki lemezeit. 1960-ban szerepelt Max Roach We Insist! – Freedom Now Suite című albumán, amelynek témája az amerikai polgári jogi mozgalom volt. Lincoln dalszövegei is gyakran foglalkoztak ezzel a témával.
Az 1980-as években csak néhány albumot adott ki, de később aláírt egy 10 nagylemezre szóló szerződést a Verve Records-szal, melyet az 1990-es évektől kezdve 2010-es haláláig teljesített. Ezek az albumok nagy elismerést szereztek neki, Lincoln zenei pályafutásának csúcsát jelentik. Az 1990-es Devil’s Got Your Tongue-on szerepelt Rodney Kendrick, Grady Tate, J. J. Johnson, Stanley Turrentine, Babatunde Olatunji és a The Staple Singers is.
2003-ban megkapta a nemzeti művészeti alapítvány Jazzmester Díját (Jazz Master Award).

## Színészi szerepei
1964-ben Ivan Dixonnal együtt főszerepet játszott Michael Roemer filmjében, a Nothing But a Man című, szintén a feketék küzdelmét bemutató filmben. 1968-ban Sidney Poitier és Beau Bridges mellett szerepelt a For Love of Ivy című filmben, és 1969-ben Golden Globe-díjra jelölték a filmben nyújtott alakításáért.
Másik emlékezetes szerepe az 1956-os The Girl Can't Help It volt. Ő énekelte a film nyitódalát (Benny Carterrel).

## Magánélete
1962 és 1970 között a dobos Max Roach felesége volt. Roach korábbi házasságából született lánya, Maxine, Lincoln számos albumán szerepelt.
2010. augusztus 14-én Manhattanban halt meg, 80 éves korában. Halálát bátyja, David Wooldridge jelentette be, aki közölte, hogy Lincoln 2007-es szívműtétje óta egészségi problémákkal küzdött. A halál okát hivatalosan nem adták meg. Lincolnt hamvasztották, hamvait kívánságára szétszórták.

## Diszkográfia
| Lemez                                             | Kiadó              | Év   |
| ------------------------------------------------- | ------------------ | ---- |
| Abbey Lincoln’s Affair… A Sorry Of A Girl In Love |                    | 1956 |
| That's Him                                        | Riverside Records  | 1957 |
| It’s Magic                                        | Riverside Records  | 1958 |
| Abbey In Blue                                     | Riverside Records  | 1959 |
| We Insist! – Freedom Now                          |                    | 1960 |
| Straight Ahead                                    |                    | 1961 |
| People In Me                                      |                    | 1973 |
| Painted Lady                                      | Itm                | 1980 |
| Golden Lady                                       | Inner City Records | 1980 |
| Talkin’ To The Sun                                |                    | 1983 |
| A Tribute To Billie Holiday                       |                    | 1987 |
| Abbey Sings Billie. Vol. 1, 2                     | Enja Records       | 1987 |
| The World Is Falling Down                         | Verve Records      | 1991 |
| You Gotta Play The Band                           | Verve Records      | 1992 |
| Devil's Got Your Tongue                           | Verve Records      | 1992 |
| When There Is Love                                | Verve Records      | 1993 |
| The Music is the Magic                            | Itm                | 1993 |
| A Turtle’s Dream                                  | Verve Records      | 1995 |
| Who Used To Dance                                 | Verve Records      | 1997 |
| Wholly Earth                                      | Verve Records      | 1998 |
| Over the Years                                    | Verve Records      | 2000 |
| It's Me                                           | Verve Records      | 2003 |
| Abbey Sings Abbey                                 | Verve Records      | 2007 |